# Steven Dick
Pour les articles homonymes, voir Dick.
Steven Dick, né le 16 mai 1982 et mort le 24 mars 2020 à Budapest, est un diplomate britannique, chef de mission adjoint à l’ambassade britannique de Budapest. Il intègre le bureau des Affaires étrangères et du Commonwealth en 2008 en servant à Kaboul et à Riyad.

## Biographie

### Carrière
| Date                      | Position |
| ------------------------- | --- |
| 2005 - 2008               | Stagiaire diplômé, Bank of Scotland Corporate                                                                             |
| 2008 – 2009               | Desk Officer, Direction des migrations, FCO                                                                               |
| 2010 – 2011               | Formation à temps plein en langue arabe                                                                                   |
| 2011 – 2014               | Chef de la presse et des affaires politiques internes, Ambassade britannique à Riyad                                      |
| 2014 – 2016               | Agent politique, ambassade britannique à Kaboul                                                                           |
| 2016                      | Chef de cabinet du directeur des opérations, FCO                                                                          |
| 2016 – 2018               | Chef de la stratégie et de la gouvernance d'entreprise, Département du numérique, de la culture, des médias et des sports |
| Décembre 2019 – Mars 2020 | Ambassadeur britannique adjoint en Hongrie                                                                                |

Steven Dick arrive en Hongrie en juin 2019. Il étudie le hongrois à Pécs avant d’être affecté  au gouvernement hongrois. Sa mission de diplomate à l'ambassade est engagée à l’issue du mois de novembre de cette même année.

### Fin de vie
Steven Dick meurt le 24 mars 2020, à l’âge de 37 ans, emporté par la pandémie de Covid-19 après avoir été testé positif au SARS-CoV-2,,,.